# Osmar Schindler
Osmar Schindler (Burkhardtsdorf, 21 dicembre 1867 – Dresda, 19 giugno 1927) è stato un pittore tedesco.

## Biografia
Nato a Burkhardtsdorf e cresciuto a Bischofswerda, Osmar Schindler rimase orfano di padre durante l'infanzia e studiò pittura all'Accademia di belle arti di Dresda. Nel 1895 viaggiò in Belgio, Olanda, Francia e Italia e nel 1990 tornò alla sua alma mater in veste di professore.
Le sue opere, caratterizzate da uno stile che unisce impressionismo e Art Noveau, sono di carattere storico e paesaggistico, con una predilezione per motivi religiosi e storie dall'Antico e Nuovo Testamento.
Morì a Dresda nel 1927 all'età di 59 anni.

## Galleria d'immagini

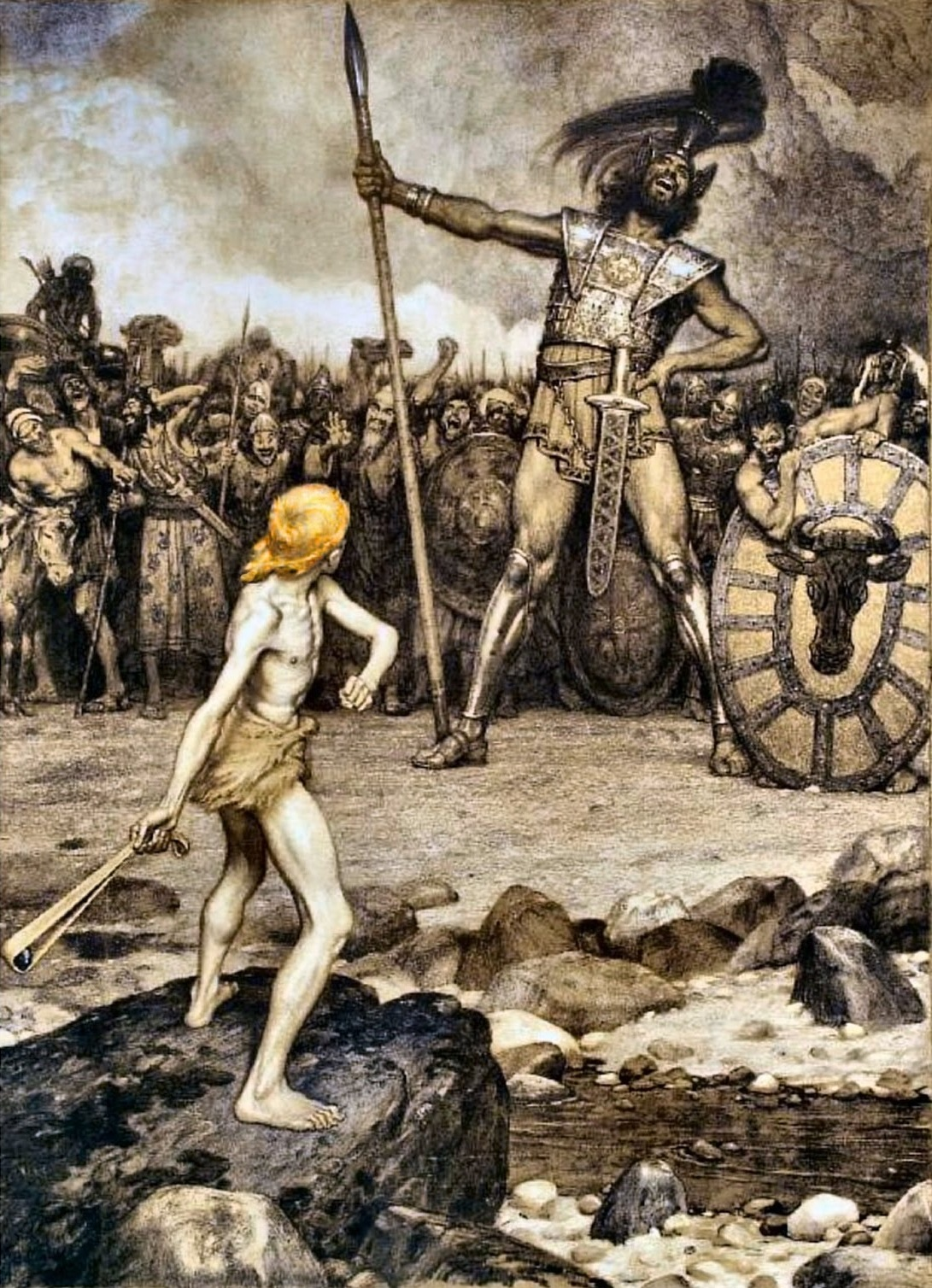
Davide e Golia (1888)
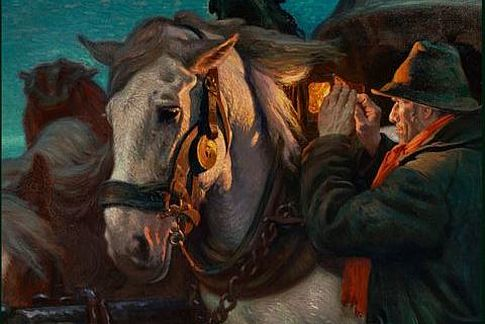
Alla luce della lampada (1901)
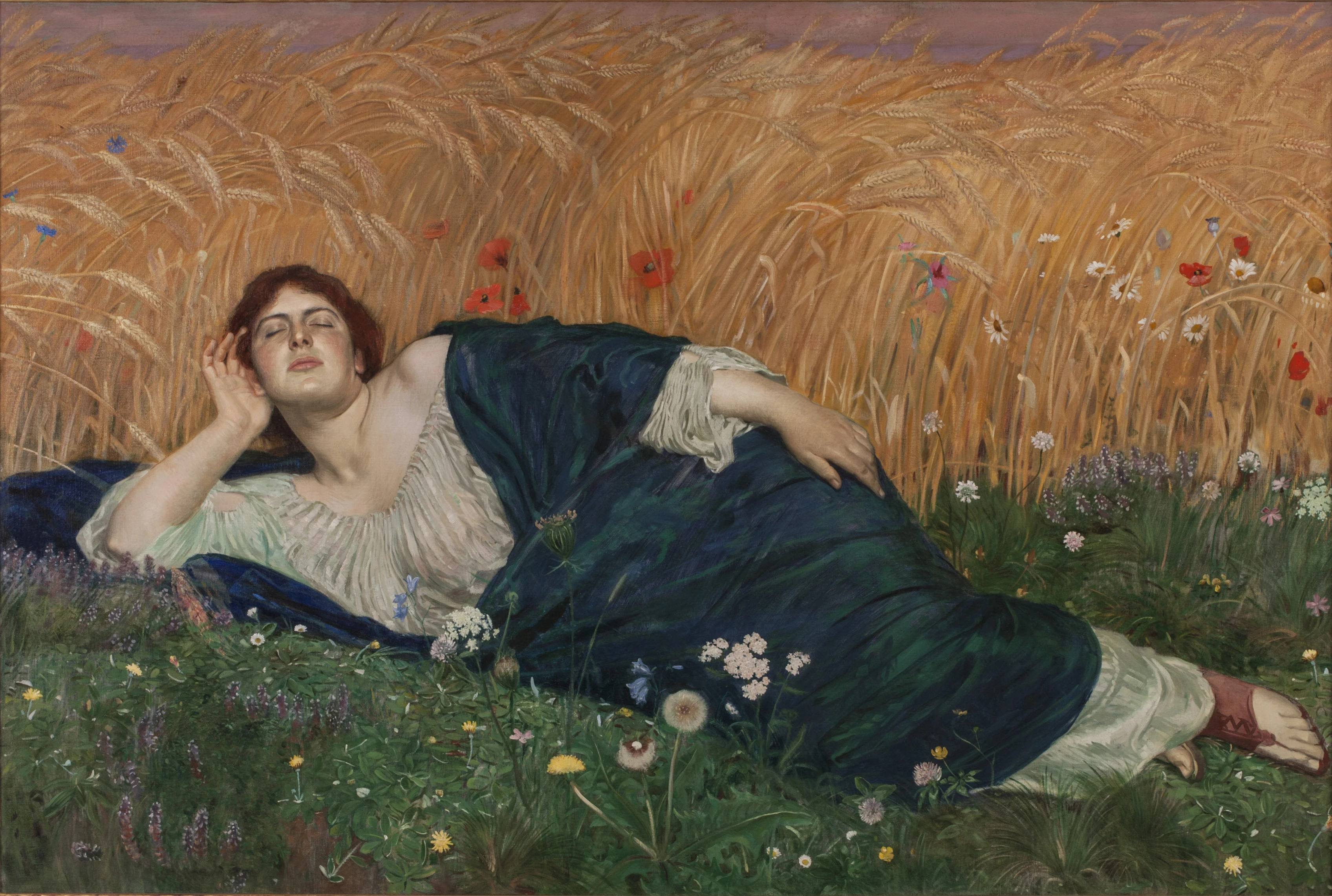
Cerere (1900-1903)
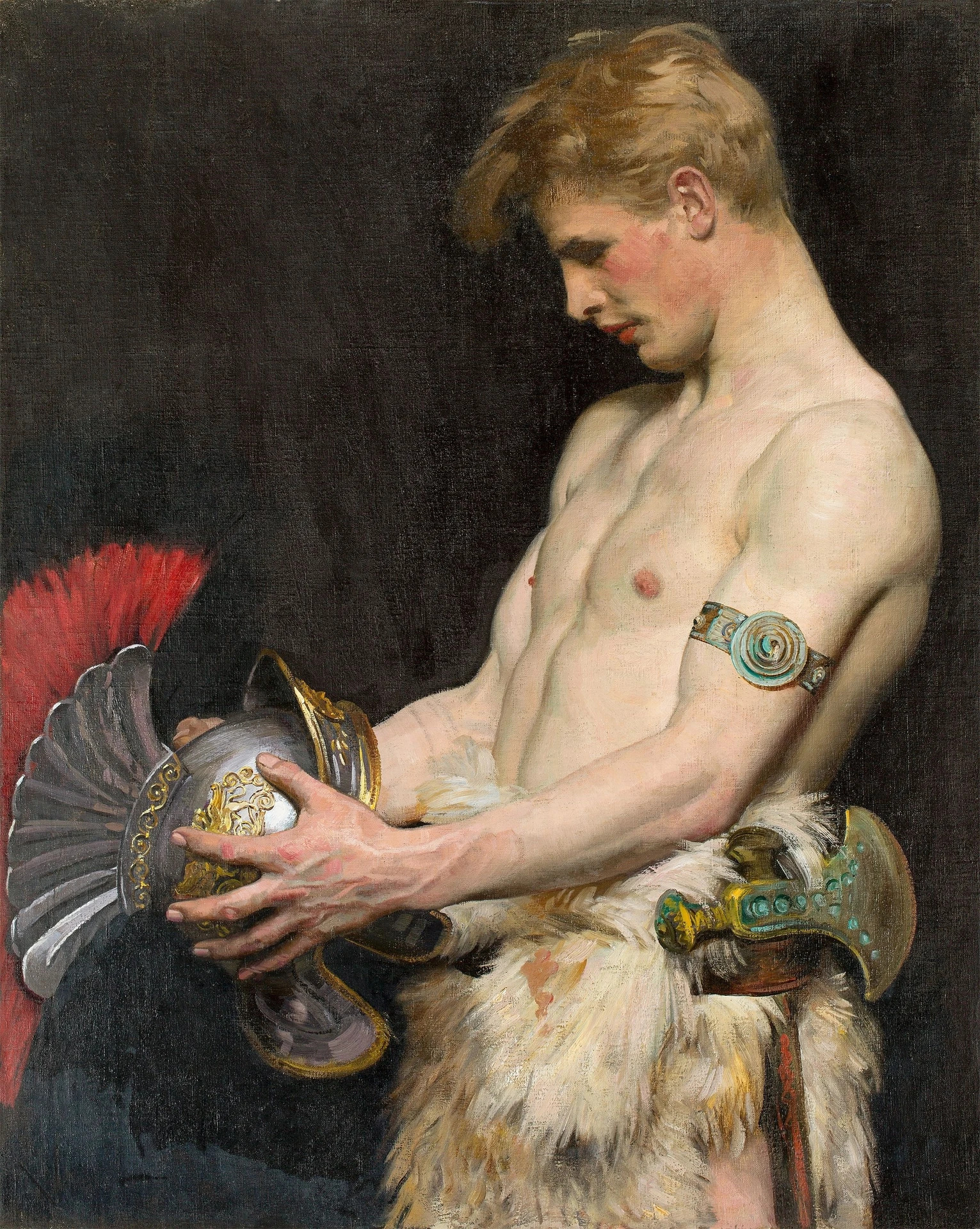
Guerriero germanico con elmo (1902)
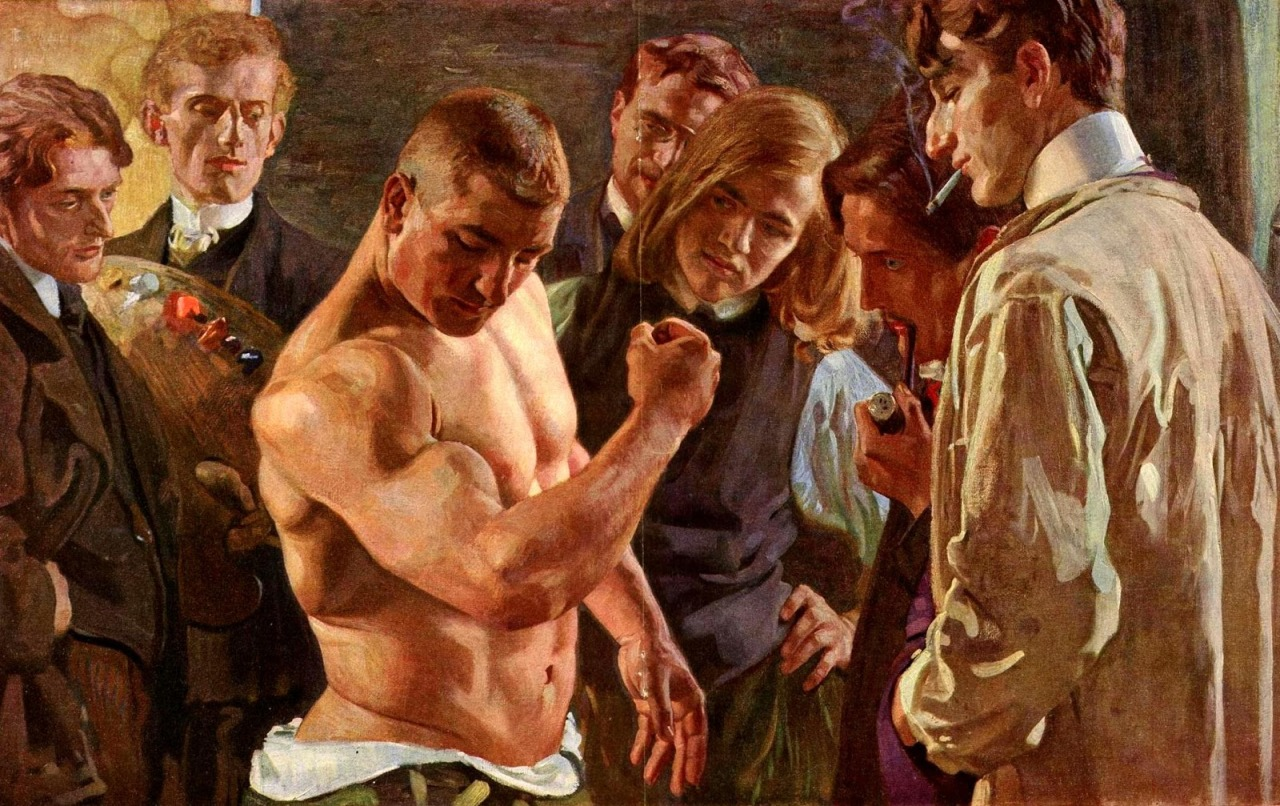
Muskelspiel (1907)
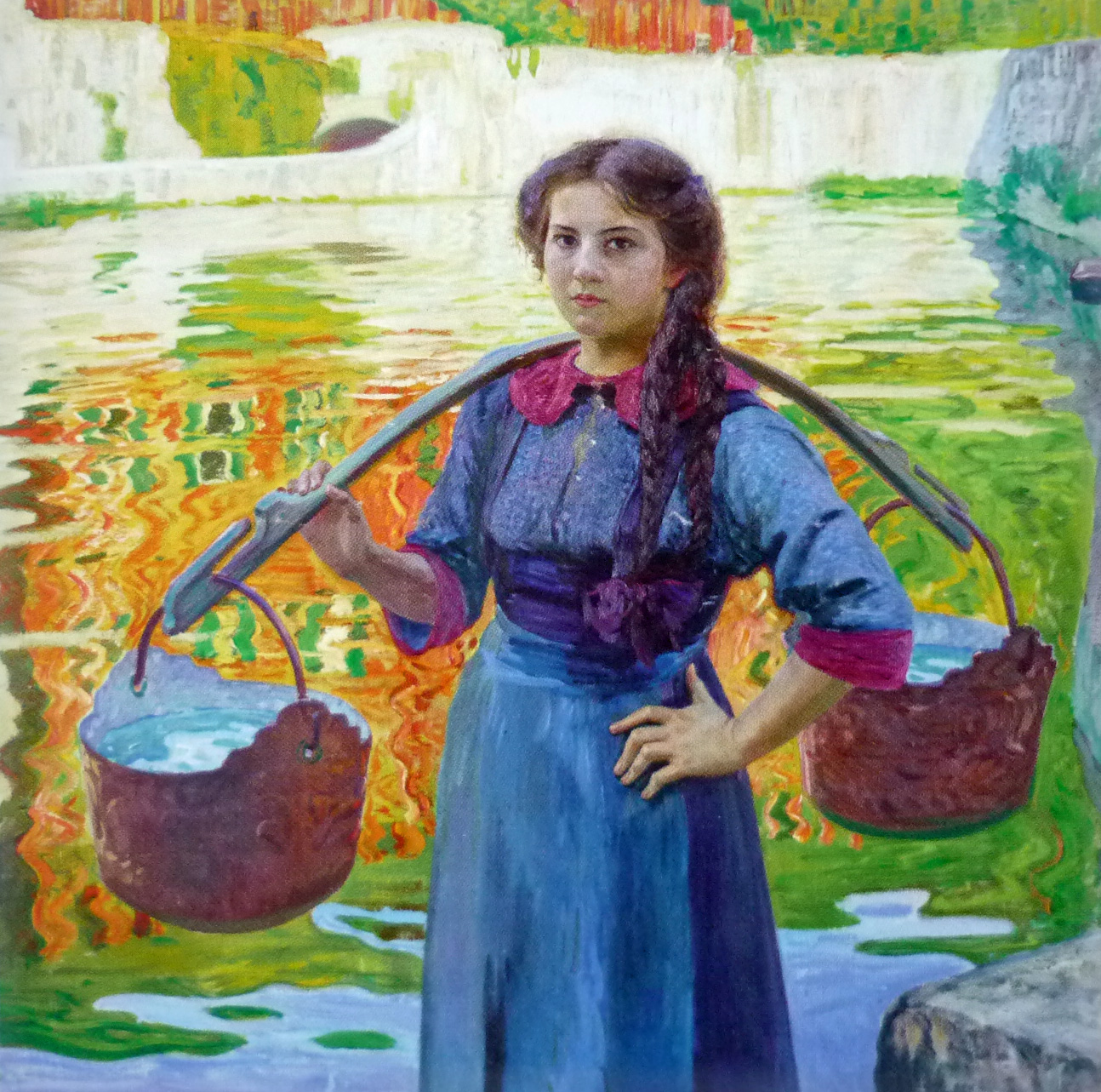
Portatrice d'acqua alla casa rossa di Cassone (1911)